# 让·西尔万·巴伊
让·西尔万·巴伊（法語：Jean Sylvain Bailly，法語發音：[ʒɑ̃ silvɛ̃ baji]，1736年9月15日—1793年11月12日），法国天文学家及演说家，共济会成员，法国大革命的早期领袖人物之一。

## 生平
於1789～1791年任巴黎市長，由於處理群眾示威失當而引發練兵場慘案，因此被免職，最終在恐怖統治时期被推上了断头台。